# 천장보살
천장보살(天藏菩薩)은 하늘세계를 관장하는 보살이다. 삼장보살(三藏菩薩)의 하나이다. 조선시대만 해도 천상, 지상, 지하 세계의 천도를 각각 천장보살(天藏菩薩), 지지보살(持地菩薩), 지장보살(地藏菩薩)이 나누어서 담당했었다. 하지만 현재는 지장보살이 모두 관장한다.
천장보살은 진주보살과 대진주보살이 협시(脇侍)를 하고, 하늘 세계를 주관하는 보살답게 관을 쓴 천자, 천녀 등 하늘의 권속(眷屬)들을 거느리고 있다.